# Maison de la radio tunisienne

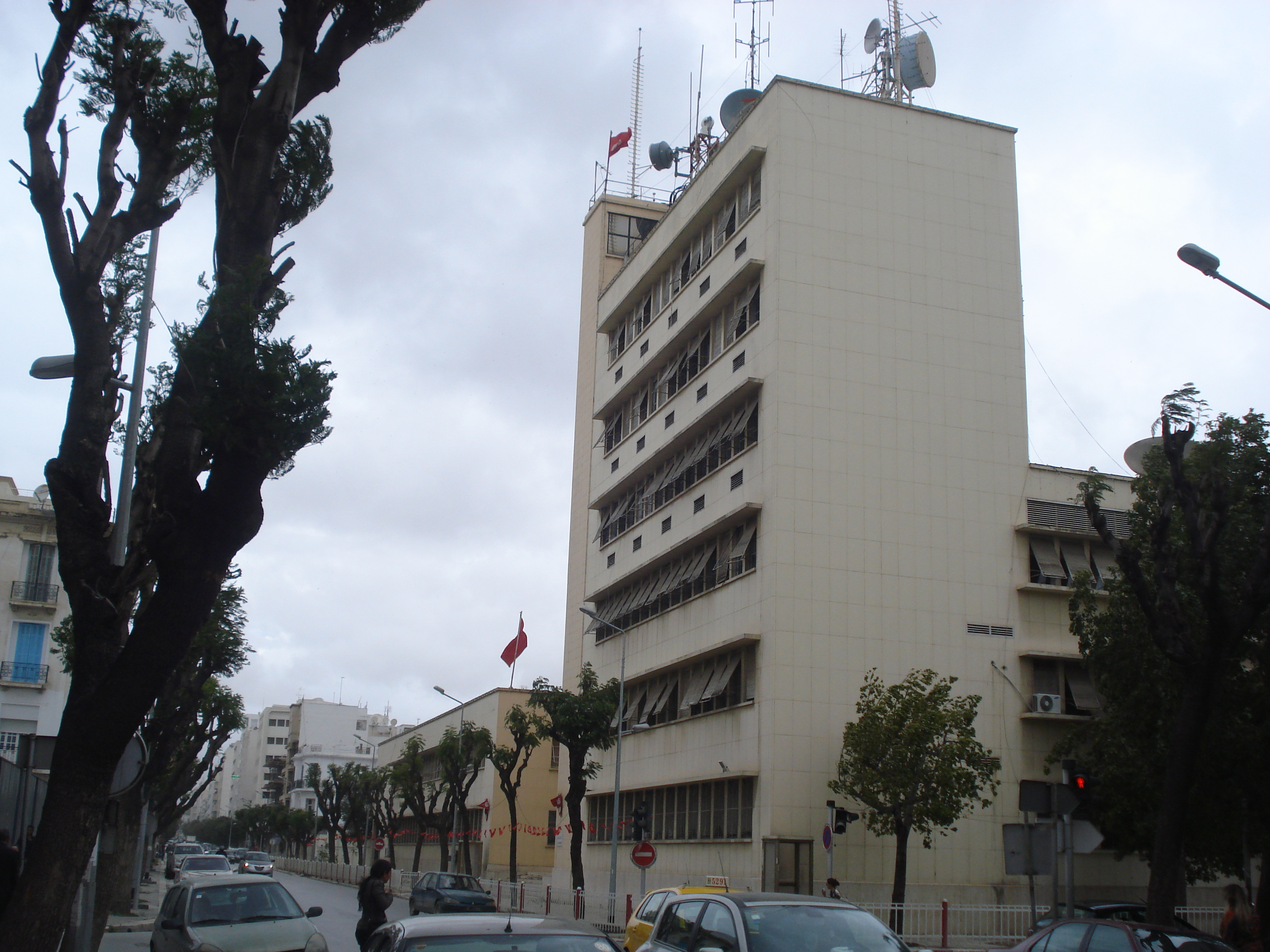
Maison de la radio tunisienne

La Maison de la radio tunisienne est un bâtiment situé au numéro 71 de l'avenue de la Liberté dans le quartier de Lafayette à Tunis en Tunisie. Il abrite depuis 1954 les locaux des radios publiques tunisiennes à diffusion nationale. Elle a abrité également, entre 1965 et 2010, les locaux de la télévision tunisienne.

## Construction
Les locaux de Radio Tunis sur la rue d'Athènes étant devenus étroits pour abriter deux stations radiophoniques, l'une lancée en 1938 et émettant en français et italien (et en arabe la première année) et la seconde lancée en 1939 et diffusant en arabe, les autorités françaises décident de construire un nouveau siège situé sur l'avenue de Paris (sur la portion rebaptisée avenue de la Liberté après l'indépendance).

## Radios
La Maison de la radio tunisienne abrite quatre radios à diffusion nationale et une diffusant sur le Grand Tunis :
- Radio Tunis chaîne internationale (RTCI) lancée en 1938 ;
- Radio Tunis lancée en 1939 (émissions en arabes diffusées entre 1938 et 1939 sur le même canal que les émissions francophones) ;
- Radio Jeunes lancée en 1995 ;
- Radio Tunisie Culture lancée en 2006 ;
- Radio Panorama lancée en 2016.

## Studios
- Studio 1 : sert à la diffusion des émissions en direct de RTCI ;
- Studio 2 : servait jusqu'en 2012 à la diffusion des émissions en direct de Radio Tunis puis, depuis cette date, à la production d'émissions enregistrées pour la même radio ;
- Studio 3 : sert à l'enregistrement des émissions de RTCI et également, avant 2007, à l'enregistrement des émissions de Radio Tunis ;
- Studio 4 : petit studio d'enregistrement devenu entre mai 2006 et décembre 2011 le studio du direct pour Radio Tunisie Culture, avant de retrouver son statut de studio d'enregistrement pour la même radio ;
- Studio 5 : grand studio initialement prévu pour l'enregistrement de la musique arabe, consacré à partir des années 1960 à l'enregistrement des émissions et, depuis 2012 réservé pour les émissions en direct de Radio Tunis ;
- Studio 6 : grand studio initialement prévu pour l'enregistrement des émissions pour enfants de Radio Tunis, devenu en 2006 le studio pour l'enregistrement des émissions de Radio Tunisie Culture puis, en décembre 2011, le studio pour les émissions en direct de la même radio ;
- Studio 7 : auditorium pour les pièces dramatiques arabophones ;
- Studio 8 : initialement un auditorium pour des pièces dramatiques en français, reconverti dans les années 1960 en un studio d'enregistrement de musique ;
- Studio 9 : grand auditorium de 180 mètres carrés, servait à des émissions radiophoniques avec public avant d'être reconverti en 1965 en un studio de télévision et ne sert plus qu'occasionnellement pour des émissions de radio après le déménagement de la télévision tunisienne en 2010 ;
- Studio 10 : studio de télévision à partir de 1965, abandonné depuis 2010 ;
- Studio 11 : petit studio de télévision pour speakerines et commentateurs sportifs, abandonné depuis 2010 et qui sert d'entrepôt ;
- Studio 12 : studio de télévision dont l'idée de construction remonte à 1969 avec l'idée du lancement d'une seconde chaîne, abandonné comme studio après le déménagement de Tunisie 21 ;
- Studio 13 : studio de radio construit en 1989 pour servir comme studio de relais pour RTCI, devient en 1995 le studio d'enregistrement de Radio Jeunes puis, entre 2007 et le 20 mars 2016, le studio du direct pour la même radio ;
- Studio 14 : studio de radio construit en 1989 pour servir comme studio de relais pour Radio Tunis, devient en 1995 le studio du direct pour Radio Jeunes puis, en 2007, un studio d'enregistrement pour la même radio, avant de devenir le studio de diffusion de Radio Panorama le 15 octobre 2016 ;
- Studio 15 : studio de télévision inauguré en 1991 pour abriter le journal télévisé de la première chaîne (jusque-là diffusé à partir du studio 10), occupe le siège de l'ancien laboratoire de développement de films, abandonné depuis le déménagement de la télévision tunisienne ;
- Studio Open Space (qui logiquement devrait s'appeler Studio 16) : studio de radio inauguré le 20 mars 2016, occupe les anciens locaux de la salle technique centrale (entre les studios 1 et 2), seul studio de radio sans baie vitrée entre les animateurs et la partie technique, sert depuis son inauguration à la diffusion des émissions de Radio Jeunes.

## Fresque
Le hall du premier étage abrite une fresque murale réalisée par Zoubeir Turki en 1962 et représentant des artistes tunisiens du XXe siècle. 